# シリコンバレー (テレビドラマ)
『シリコンバレー』（Silicon Valley）は、アメリカ合衆国のテレビドラマシリーズ。HBOで2014年から放送がスタートし、2019年に最終となるシーズン6が放送された。日本語字幕版、吹き替え版がVODサービスなどで配信されている。

## あらすじ
大手IT企業であるHooli（フーリー）社に勤めている、ITオタクのリチャードは気弱な青年プログラマー。音楽アプリの制作をしていたリチャードは、これまでにない革命的な「データ圧縮アルゴリズム」を開発したことから、投資家たちはその技術力に目をつけ買収しようとする。またたく間に買収金額と条件は跳ね上がっていくが、リチャードは買収されることよりも「自分達の会社」を立ち上げることを選択する。
「CEOとしての地位」と「資金調達」に成功したリチャードは、仲間たちと共にITベンチャー企業「パイド・パイパー」を起業する。経営経験ゼロでコミュニケーション能力のないリチャードと、その個性的な創業メンバーたちは、次々に降り掛かってくるさまざまな困難に四苦八苦しながら、成長を続け夢に向かって進んでいく。

## 登場人物

### パイド・パイパー社
リチャード・ヘンドリクス
演 - トーマス・ミドルディッチ、日本語吹替 - 櫻井孝宏
本作の主人公。大手IT企業であるHooli（フーリー）に勤めていた、コミュニケーションが苦手な気の弱いエンジニア。これまでにない革命的な「データ圧縮アルゴリズム」を開発したことから、投資家・企業家たちに注目され資金調達に成功して、仲間たちと共に起業することを決める。
パイド・パイパーのCEOだが、経営経験はゼロで、精神的に追い詰められると嘔吐する癖がある。たびたび病院に通うが、かかりつけの医師からも精神面の弱さを毎回バカにされてしまう始末。
しかし回を重ねるごとに技術者としても経営者としても成長し、金策のため投資家や顧客にプレゼンをしたり、不信感を抱く社員たちに体を張って経営方針を示すなど、目覚しく進化していく。
アーリック・バックマン
演 - T・J・ミラー、日本語吹替 - 白石稔
リチャードたちが住んでいる家・資金などを提供しているインキュベーターで、パイド・パイパー社の10％の株を保有する。物事を掻き乱す性分であり、独特のユーモア精神の持ち主。
トラブルメーカーではあるものの天性の鋭い嗅覚があり、思いつきのめちゃくちゃな計画が功を奏すことも。
マリファナを愛好している。部屋着としてキモノを着用していたり、日本語を話したりする場面もあるほど日本好き。
バートラム・ギルフォイル
演 - マーティン・スター、日本語吹替 - 安元洋貴
パイド・パイパーのシステム・エンジニア。セキュリティ担当。いつもディネシュをからかっている。サタニストで、サーバーに教祖の名前をつけたり、腕に逆さ十字のタトゥーを入れたりしている。実はカナダからの移民。
常にポーカーフェイスだがエンジニアとしての能力はかなり高く、求職中には他社から山のように貢ぎ物が送られてきた。チアン・ヤンとは犬猿の仲。
ディネシュ・チャグタイ
演 - クメイル・ナンジアニ、日本語吹替 - 永井将貴
Java 使いのパキスタン移民。それなりに優秀ではあるが誘惑に弱く詰めが甘いところがあり、それが元でトラブルになることも。かなりの見栄っ張りでもあり、常にギルフォイルに馬鹿にされている。
ジャレッド・ダン（本名:ドナルド・ダン）
演 - ザック・ウッズ、日本語吹替 - 近松孝丞
経営企画、経理、広報、雑務など開発以外のほぼ全てを担当する。元々はリチャードと同じくフーリー社で働いており、非常に有能なため幹部に近い地位にいた。しかしリチャードの持つ技術力と、高額での買収を拒んでまで会社を設立した高い志に感銘を受け、パイド・パイパー社に加わる。リチャードの能力に心底惚れ込んでいるため何かと世話をしたがり、リチャードからの信頼も厚い。基本的に前向きで、成り行きで呼ばれた名前（ジャレッド）を特に訂正もせずそのままにしているほど周りに合わせる性格のため滅多に怒らないが、自分の正義を踏みにじられた際は激しい感情を露わにした。
優秀な反面、なぜかドイツ語で不穏な寝言を言ったり、周囲をドン引きさせるほどブラックなジョークを言ったりする。生い立ちがかなり複雑らしい。

### 重要人物
ビッグヘッド
演 - ジョシュ・ブレナー、日本語吹替 - 内田雄馬
リチャードの親友。フーリー社でリチャードと共に働いており、アーリックのインキュベーターにいたが、パイド・パイパーの起業時に会社に入れてもらえなかった。買収を拒まれたギャビンの報復で、フーリー社で昇進する。なぜか本人の意思とは関係なく、大出世したり窓際に追いやられたり大金持ちになったりと翻弄され続ける。
ギャビン・ベルソン
演 - マット・ロス、日本語吹替 - 谷昌樹
hooli（フーリー）のCEOで、リチャードの宿敵。パイド・パイパーを自分のものにするか、さもなければ潰そうと画策する。時には本人の意図しないところで思いがけずパイド・パイパーやリチャードを救うことも。独善的かつ支配的な性格で、思い通りにならないと癇癪を起こして物を壊したり、大声で叫んだりする。フーリー社の幹部たちからは崇拝されているが、社員からは冷ややかな目で見られている。
「世界をより良くする」と言いながらも「他人がより良くした世界には住みたくない」と豪語するなど、一癖も二癖もある人物。
ピーター・グレゴリー
演 - クリストファー・エヴァン・ウェルチ、日本語吹替 - 飛田展男
パイド・パイパーに対して、20万ドルのシード投資を与えた。偏屈だが天才肌の投資家で、あらゆる事象から投資のネタを見出す。フーリー社CEOのギャビンとは、若かりし頃に一緒に起業をしているがその後険悪になり、パイド・パイパーを奪い合う形となる。
シーズン1の第5話収録後に俳優自身が病気で死去したことから、シーズン2の第1話ではストーリー上でも亡くなったことにされており、死因がモニカの口から語られる。
モニカ・ホール
演 - アマンダ・クルー、日本語吹替 - Lynn
初登場時はラヴィーガ社のピーター・グレゴリーの有能な秘書。実質的に最初にリチャードの技術に価値を見出してピーターに働きかけ、パイド・パイパー社設立のきっかけを作った人物。その後、ピーターの後任ローリー・ブリームのアシスタントとなりパイド・パイパーへの投資事業に関わるが、後に独立する。事あるごとにリチャードに経営上の的確なアドバイスを行い、ピンチを救う。業界に通じており、金融、投資、最新技術など広範囲の知識がありリチャードたちからの信頼は厚いが、本人曰くあくまで仕事上の付き合いで友達ではないとのこと。　
ロン・ラフラム
演 - ベン・フェルドマン、日本語吹替 - KENN
パイド・パイパー社の顧問弁護士。遊び半分に仕事をこなし悠々自適な生活をしているように見えるが、非常に有能で仕事はきっちりと行っている。法廷弁護士ではないため、法廷に立つことはない。初対面のリチャードを馴れ馴れしくあだ名で呼んだり下ネタ話をしたりとチャラいノリだが、リチャードと対立しそうになったときは急に手のひらを返し、苗字で呼び敬語で話し出すなど抜け目がない。
チアン・ヤン
演 - ジミー・O・ヤン　日本語吹替　須田祐介
アーリックのインキュベーターで支援を受けている、ほとんど英語の分からない中国人。当初は何を開発しているのかわかっていなかったが、シーズンが進むにつれ、なかなかの技術を持っていたことが明らかになる。シーズン2になるとアーリックにいたずら電話をかけられるほど英語を話せるようになっており、家を追い出されそうになった際には裁判の始まる1年間を家賃を払わずに居座ろうとしたり、最終的にはアーリックの家やパイド・パイパーを乗っ取ろうとしたりする。基本的にアーリックやパイド・パイパーの面々とはいい関係ではなく、大小さまざまなトラブルが起きがち。
キーナン・フェルツパー
演 - ハーレイ・ジョエル・オスメント
VRの創設者。技術面でも資金面でもかなりの力を持っており、気さくで人を巻き込むのがうまい。アーリック始め、パイド・パイパーの面々もその人柄に翻弄されてしまう。

## エピソード
| シーズン | シーズン | 話数 | 話数 | 放送期間       | 放送期間      |
| シーズン | シーズン | 話数 | 話数 | 初回放送       | 最終回放送    |
| -------- | -------- | ---- | ---- | -------------- | ------------- |
|          | 1        | 8    | 8    | 2014年4月6日   | 2014年6月1日  |
|          | 2        | 10   | 10   | 2015年4月12日  | 2015年6月14日 |
|          | 3        | 10   | 10   | 2016年4月24日  | 2016年6月26日 |
|          | 4        | 10   | 10   | 2017年4月23日  | 2017年6月25日 |
|          | 5        | 8    | 8    | 2018年3月25日  | 2018年5月13日 |
|          | 6        | 7    | 7    | 2019年10月27日 | 2019年12月8日 |

## スタッフ
エグゼクティブ プロデューサー
マイク・ジャッジ、 アレック・バーグ
脚本
マイク・ジャッジ、 アレック・バーグ、 ジョン・アルツシュラー
作者
マイク・ジャッジ、 ジョン・アルツシュラー、デイブ・クリンスキー

## 受賞歴
- Critics' Choice Television Award for Best Supporting Actor in a Comedy Series